# Papabile
A papabile egy köznyelvi kifejezés azon bíborosokra, akiknek esélyük van, hogy pápává váljanak a konklávé során.

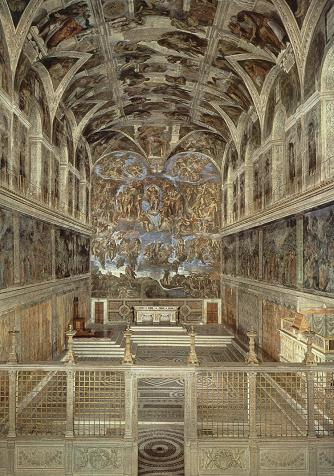
A Sixtus-kápolna, ahol 1878 óta tartják a konklávékat

Az olasz kifejezés a latin papabiliből eredeztethető meghatározás, szó szerint: képes pápa lenni.

## Meghatározás
A papabile kifejezést a közbeszéd alkalmazza azokra a bíborosokra, akiket az éppen aktuális konklávén valamilyen okból kifolyólag esélyesnek tartanak a pápaságra történő megválasztásra. Másképpen fogalmazva, azoknak a bíborosoknak a jelzőjeként használják, akik papabilitással rendelkeznek. Nem tekintendő hivatalos címnek, így az egyes bíborosok megnevezésében sem használatos. Elsősorban pápaválasztások idején fordul elő a médiában illetve a sajtóban a kifejezés használata, valamint a történettudományi munkákban. Magyarban általában a magyar pápaesélyes megnevezés rokonértelmű alakjaként használjuk.

## Magyar papabile bíborosok

### Bakócz Tamás esztergomi érsek
Bakócz Tamás esztergomi érseket 1500-ban VI. Sándor pápa kreálta bíborossá, címtemplomául a Santi Silvestro e Martino ai Monti-templom lett kijelölve. Nagy esélyesként vett részt az 1513 márciusában, II. Gyula pápa halála után összeülő konklávén, egészen az utolsó szavazási fordulóig vezetett, amikor is végül mégsem ő, hanem Giovanni di Lorenzo de' Medici bíboros szerezte meg a többségi támogatás, s így X. Leó néven végül elfoglalhatta a pápai trónt.

### Erdő Péter esztergom-budapesti érsek
Erdő Péter esztergom-budapesti érseket Szent II. János Pál pápa kreálta bíborossá 2003-ban. Első címtemploma az ókeresztény eredetű Santa Balbina-templom volt, mely az egyik legrégebbi római keresztény templom. A pápaságra esélyes bíborosok között tartották számon a 2013 márciusában, XVI. Benedek pápa lemondása után összeülő konklávé idején. A bíborosok végül az argentin Jorge Mario Bergoglio jezsuita bíborost választották meg, aki a Ferenc nevet vette fel. 2023. március végén a rossz műszaki állapota miatt bezárt Santa Balbina helyett a Santa Francesca Romana templomát kapta címtemplomul.
2013-ban és 2025-ben is esélyesnek tartották pápának.

## Ismert papabile bíborosok
"Aki pápaként megy be a konklávéra, bíborosként jön ki onnan." – római mondás

### Pápává választott papabilék
Az utóbbi kettőszáz esztendőből:
- 1829: Francesco Saverio Castiglioni gróf bíboros – VIII. Pius pápa
- 1878: Gioachino Pecci gróf bíboros – XIII. Leó pápa
- 1914: Giacomo della Chiesa márki bíboros – XV. Benedek pápa
- 1939: Eugenio Pacelli bíboros – XII. Pius pápa
- 1963: Giovanni Battista Montini bíboros – VI. Pál pápa
- 2005: Joseph Ratzinger bíboros – XVI. Benedek pápa
- 2013: Jorge Mario Bergoglio bíboros – Ferenc pápa
- 2025: Robert Francis Prevost bíboros – XIV. Leó pápa

### Pápává nem választott papabilék
Az utóbbi kettőszáz esztendőből:
- Giuseppe Siri bíboros
- Giovanni Benelli bíboros
- Rafael Merry del Val bíboros
- Bartolomeo Pacca bíboros
- Emanuele de Gregorio bíboros
- Mariano Rampolla bíboros
- Carlo Maria Martini bíboros
- Francis Arinze bíboros
- Angelo Scola bíboros
- Luis Antonio Tagle
- Pietro Parolin bíboros

### Nem papabiléből lett pápák
Az utóbbi kettőszáz esztendőben:
- 1823: Annibale della Genga bíboros – XII. Leó pápa
- 1831: Bartolomeo Alberto Mauro Capellari bíboros – XVI. Gergely pápa
- 1903: Giuseppe Sarto bíboros – Szent X. Pius pápa
- 1922: Achille Ratti bíboros – XI. Pius pápa
- 1958: Angelo Giuseppe Roncalli bíboros – Szent XXIII. János pápa
- 1978: Albino Luciani bíboros – I. János Pál pápa
- 1978: Karol Józef Wojtyła bíboros – Szent II. János Pál pápa

### Leggyakrabban emlegetett papabilék 2013-ban
- Angelo Bagnasco bíboros (olasz)
- Timothy Dolan bíboros (amerikai)
- Erdő Péter bíboros (magyar)
- Marc Ouellet bíboros (kanadai)
- Gianfranco Ravasi bíboros (olasz)
- Leonardo Sandri bíboros (argentin)
- Odilo Pedro Scherer bíboros (brazil)
- Christoph von Schönborn gróf bíboros (osztrák)
- Angelo Scola bíboros (olasz)
- Peter Turkson bíboros (ghánai)